# 松本圭介 (財務官僚)
松本圭介（まつもと けいすけ）は日本の財務官僚。財務省主計局主計官（総務課（企画担当））。

## 来歴
東京大学経済学部卒業。1998年 大蔵省入省（主税局調査課）。「フランス税制の調査研究」を拝命。ジョージタウン大学でMBA修得。2002年7月 内閣府政策統括官（経済財政 - 経済社会システム担当）付参事官（財政運営の基本方針担当）付政策企画専門職。「骨太の方針」を取りまとめた。
2010年7月 主計局主計官補佐（厚生労働第五係主査）（年金予算を担当）。2012年 主計局法規課長補佐。2013年6月 主計局主計官補佐（経済産業第一、二係主査）兼主計局司計課予算執行調査官。2017年7月10日 大臣官房秘書課長補佐（総括）。2018年7月17日 大臣官房企画官兼大臣官房秘書課調整室長。2019年7月10日 東京国税局査察部長。
2020年7月22日 内閣官房内閣参事官（内閣人事局）兼内閣官房内閣総務官室。2022年7月1日 主計局調査課長兼主計局主計企画官（財政分析担当）。2023年7月7日 主計局主計官（厚生労働、こども家庭担当）兼主計局内閣第一係。
2024年7月5日 予算のフレーム（枠）を策定する主計局主計官（総務課（企画担当））となる。

## 略歴
- 1998年4月：大蔵省入省（主税局調査課）[2]。
- 1999年：仙台国税局調査査察部。
- 2000年6月：留学（ジョージタウン大学）。
- 2002年7月：内閣府政策統括官（経済財政 - 経済社会システム担当）付参事官（財政運営の基本方針担当）付政策企画専門職[4]。
- 2004年7月：財務省大臣官房総合政策課長補佐（渉外政策調整）[6]。
- 2005年7月：金融庁総務企画局市場課長補佐。
- 2007年7月：金融庁総務企画局総務課長補佐（金融担当副大臣秘書官）。
- 2008年7月：金融庁監督局証券課長補佐。
- 2010年7月：主計局主計官補佐（厚生労働第五係主査）（年金予算担当）。
- 2012年：主計局法規課長補佐。
- 2013年6月：主計局主計官補佐（経済産業第一、二係主査） 兼 主計局司計課予算執行調査官。
- 2014年7月9日：主税局税制第三課長補佐 兼 主税局税制第三課審査室長。
- 2016年6月28日：主税局税制第二課長補佐 兼 主税局税制第二課企画調整室長。
- 2017年7月10日：大臣官房秘書課長補佐（総括）[5]。
- 2018年7月17日：大臣官房企画官 兼 大臣官房秘書課調整室長。
- 2019年7月10日：東京国税局査察部長。
- 2020年7月22日：内閣官房内閣参事官（内閣人事局） 兼 内閣官房内閣総務官室。
- 2022年7月1日：主計局調査課長 兼 主計局主計企画官（財政分析担当）。
- 2023年7月7日：主計局主計官（厚生労働、こども家庭担当） 兼 主計局内閣第一係。
- 2024年7月5日：主計局主計官（総務課（企画担当））。